# Jaya (plaats)
Jaya is een bestuurslaag in het regentschap Kuantan Singingi van de provincie Riau, Indonesië. Jaya telt 3255 inwoners (volkstelling 2010).